# Bruno Silva
Bruno Ramón Silva Barone (Cerro Largo, Uruguay, 29 de marzo de 1980) es un exfutbolista uruguayo que jugaba de lateral derecho. Actualmente trabaja como ayudante de campo.
Inició su carrera jugando para Danubio de Uruguay y su último club fue Cerro Largo Fútbol Club de Uruguay.

## Selección nacional
Su debut internacional con la selección uruguaya mayor fue en ocasión del amistoso contra Japón en marzo de 2003 bajo la dirección técnica de Gustavo Ferrín.
El 27 de julio de 2010 fue reservado para jugar un partido amistoso contra Angola en Lisboa.
La siguiente tabla lista los encuentros en que jugó con su selección nacional.
| Partidos internacionales | Partidos internacionales | Partidos internacionales | Partidos internacionales | Partidos internacionales | Partidos internacionales               | Partidos internacionales | Partidos internacionales | Partidos internacionales           |
| N.º                      | Rival                    | Res.                     | Fecha                    | Lugar                    | Motivo                                 | Entrenador               | Equipo                   | Observaciones                      |
| ------------------------ | ------------------------ | ------------------------ | ------------------------ | ------------------------ | -------------------------------------- | ------------------------ | ------------------------ | ---------------------------------- |
| 1                        | Japón                    | 2-2                      | 28 de marzo de 2003      | Tokio, Japón             | Amistoso                               | Gustavo Ferrín           | Danubio                  | 81' por Carlos Diogo.              |
| 2                        | Perú                     | 4-3                      | 24 de julio de 2003      | Lima, Perú               | Amistoso                               | Juan Ramón Carrasco      | Danubio                  | 54' por Alejandro Lago.            |
| 3                        | Irak                     | 5-2                      | 15 de agosto de 2003     | Teherán, Irán            | Amistoso                               | Juan Ramón Carrasco      | Danubio                  | Capitán. 69' por Jesús Cono Aguiar |
| 4                        | Turquía                  | 3-2                      | 25 de mayo de 2008       | Bochum, Alemania         | Amistoso                               | Óscar Tabárez            | Ajax                     | 68' por Maximiliano Pereira.       |
| 5                        | Noruega                  | 2-2                      | 28 de mayo de 2008       | Oslo, Noruega            | Amistoso                               | Óscar Tabárez            | Ajax                     |                                    |
| 6                        | Venezuela                | 1-1                      | 14 de junio de 2008      | Montevideo, Uruguay      | Eliminatoria C. del Mundo (5ª fecha)   | Óscar Tabárez            | Ajax                     | 78' por Maximiliano Pereira.       |
| 7                        | Perú                     | 6-0                      | 17 de junio de 2008      | Montevideo, Uruguay      | Eliminatoria C. del Mundo (6ª fecha)   | Óscar Tabárez            | Ajax                     |                                    |
| 8                        | Japón                    | 3-1                      | 20 de agosto de 2008     | Sapporo, Japón           | Amistoso                               | Óscar Tabárez            | Ajax                     | 88' por Gerardo Alcoba             |
| 9                        | Colombia                 | 1-0                      | 6 de septiembre de 2008  | Bogotá, Colombia         | Eliminatoria C. del Mundo (7ª fecha)   | Óscar Tabárez            | Ajax                     | 80' por Álvaro González.           |
| 10                       | Ecuador                  | 0-0                      | 10 de septiembre de 2008 | Montevideo, Uruguay      | Eliminatoria C. del Mundo (8ª fecha)   | Óscar Tabárez            | Ajax                     |                                    |
| 11                       | Bolivia                  | 2-2                      | 14 de octubre de 2008    | La Paz, Bolivia          | Eliminatoria C. del Mundo (10.ª fecha) | Óscar Tabárez            | Ajax                     |                                    |
| 12                       | Francia                  | 0-0                      | 19 de noviembre de 2008  | Saint Denis, Francia     | Amistoso                               | Óscar Tabárez            | Ajax                     |                                    |
| 13                       | Libia                    | 3-2                      | 11 de febrero de 2009    | Trípoli, Libia           | Amistoso                               | Óscar Tabárez            | Ajax                     | 46' por Maximiliano Pereira.       |
| 14                       | Paraguay                 | 2-0                      | 28 de marzo de 2009      | Montevideo, Uruguay      | Eliminatoria C. del Mundo (11.ª fecha) | Óscar Tabárez            | Ajax                     | 81' por Diego Godín.               |
| 15                       | Argelia                  | 0-1                      | 12 de agosto de 2008     | Argel, Argelia           | Amistoso                               | Óscar Tabárez            | Ajax                     |                                    |
| 16                       | Colombia                 | 3-1                      | 9 de septiembre de 2009  | Montevideo, Uruguay      | Eliminatoria C. del Mundo (16.ª fecha) | Óscar Tabárez            | Ajax                     |                                    |

Los 16 partidos en los que participó Bruno Silva con Uruguay se dividen en 9 partidos amistosos (5 victorias, 3 empates y 1 derrota) y 7 oficiales (4 triunfos y 3 empates).
Fue titular en 11 ocasiones e ingresó desde el banco de suplentes en las restantes 5. Completó los 90' en 7 oportunidades. Fue capitán en una vez.

## Clubes
| Club           | País         | Año       |
| -------------- | ------------ | --------- |
| Danubio        | Uruguay      | 2000-2003 |
| FC Rostov      | Rusia        | 2004      |
| Danubio        | Uruguay      | 2004-2005 |
| FC Groningen   | Países Bajos | 2005-2008 |
| Ajax Ámsterdam | Países Bajos | 2008-2010 |
| Internacional  | Brasil       | 2010      |
| Ajax Ámsterdam | Países Bajos | 2010-2012 |
| Cerro Largo    | Uruguay      | 2013-2017 |

## Palmarés

### Torneos nacionales
| Título              | Club           | País         | Año     |
| ------------------- | -------------- | ------------ | ------- |
| Campeonato Uruguayo | Danubio        | Uruguay      | 2004    |
| Copa de Holanda     | Ajax Ámsterdam | Países Bajos | 2009–10 |
| Eredivisie          | Ajax Ámsterdam | Países Bajos | 2010-11 |
| Eredivisie          | Ajax Ámsterdam | Países Bajos | 2011-12 |

### Torneos internacionales
| Título            | Club          | País   | Año  |
| ----------------- | ------------- | ------ | ---- |
| Copa Libertadores | Internacional | Brasil | 2010 |